# フランソワーズ・プレヴォー

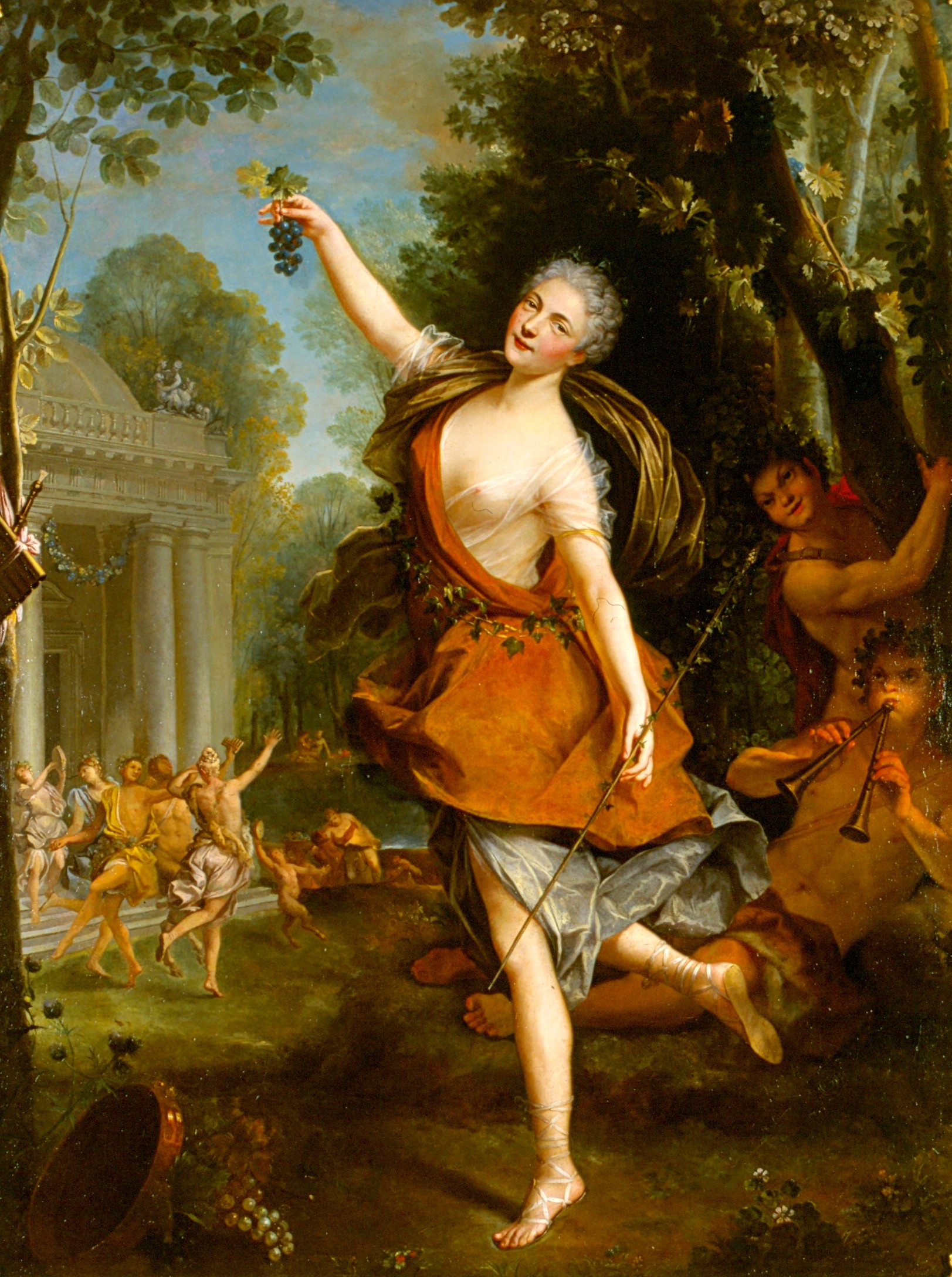
バッカンテを踊るフランソワーズ・プレヴォー（1723年頃）、ジャン・ラウー（1677年 – 1734年）画。

フランソワーズ・プレヴォー（Françoise Prévost、1680年または1681年 - 1741年9月13日）は、フランスのバレエダンサー・バレエ指導者・振付家である。バレエ史上初のバレリーナの1人として後世に名を残す人物であり、豊かな表現力と軽やかで劇的なスタイルで称賛を受けた。舞台デビュー後、30年にわたってパリ・オペラ座のプリマ・バレリーナを務めた。指導者としても優れた手腕を持ち、マリー・カマルゴとマリー・サレの両名を育てた。

## 生涯
パリの生まれ。1699年、パリ・オペラ座でジャン＝バティスト・リュリの悲劇『アティス』（en:Atys (Lully)）で舞台デビューを果たした。
プレヴォーが舞台に出演しはじめた頃は、職業的な女性ダンサーが登場した時期と重なっていた。職業的女性ダンサーの先駆者とされるラ・フォンテーヌ（1681年デビュー、1693年引退）に続いて、マリー＝テレーズ・スュブリニがパリ・オペラ座に登場した。スュブリニは1690年に舞台デビューしてリュリやアンドレ・カンプラの作品で主役を務め、1705年まで主役の地位にあって「バレエの女王」との高い評価を受けていた。
スュブリニの後継者としてプレヴォーは主役の地位を務め、豊かな表現力と軽やかで劇的なスタイルで称賛を受けた。1708年に当時の人気ダンサー、クロード・バロン（1671年 - 1744年5月9日）との共演でピエール・コルネイユ作の悲劇『オラース』（en:Horace (play)）の最後の場面を演じた。この悲劇では、終幕のパントマイムによる表現だけで、プレヴォーは観客を感涙させたと伝わる。パントマイムは、当時の大衆向け劇場から広まった自由な動作と身体表現による言語を駆使するもので、朗読などの手段を使わずに物語を観客に伝えることを目的としていた。
プレヴォーは舞踊における劇的な可能性への関心を持ち続け、『ダンスのキャラクターたち』（fr:Les Caractères de la danse、ジャン＝フェリ・ルベル作曲、1715年）では振付も手掛けた。この作品中でプレヴォーは、男女合わせて11人の異なる恋人たちの姿をブレー、メヌエット、パスピエなどさまざまな舞曲に合わせて1人で演じ踊って代表作とした。
プレヴォーは舞台に出演するかたわら、パリで弟子の教育にもあたった。彼女は、弟子たちの中で抜きん出た存在だったマリー・カマルゴ、マリー・サレの2人に『ダンスのキャラクターたち』からの自作のソロを伝授した。カマルゴは舞踊の技巧に優れ、パリ・オペラ座での舞台デビューのためにソロの踊りを学んだ最初の弟子であった。カマルゴの初舞台（1726年）は予想外の成功を収め、熱狂した観客たちが舞台上に飛び上がるほどであったと伝えられる。この大成功にプレヴォーは嫉妬して、彼女をコール・ド・バレエの地位に追いやり、舞台出演の機会を奪い取った。しかし、カマルゴはあるとき休演した男性ダンサーの代わりに急遽舞台に立って即興で踊り、さらなる成功を収めて舞台の主役に戻ることができた。サレもプレヴォーの嫉妬の対象となったが、その優雅さと豊かな感情的表現力を高く評価され、時のフランス国王ルイ15世と王妃マリー・レクザンスカなどの宮廷の人士や貴族たちにとりわけ好評を得た。
プレヴォーは30年にわたってパリ・オペラ座のプリマ・バレリーナを務めたが、その時代のバレエは技巧と表現の双方において大きく変化し続けていた。佐々木涼子は自著『バレエの歴史 フランス・バレエ史-宮廷バレエから20世紀まで』（2008年）で、プレヴォーの引退後に昔からのバレエ・ファンが「いやはや、女性はこんな風に踊るべきではない。慎みはどうなってしまったのだ。ああ、プレヴォーはもっと内輪（アン・ドゥダン）の足をして、もっと長いスカートだったのに」と嘆いていたという話を紹介している。プレヴォーは彼女の弟子たちと入れ替わるように、1730年に舞台を去った。彼女の娘アンヌは、『ダンスのキャラクターたち』の作曲家ルベルの息子フランソワと1733年に結婚した。プレヴォーは1741年に生地のパリで死去した。